# تييري تيكسيرا
تييري تيكسيرا هو لاعب اتحاد الرغبي برتغالي، ولد في 1 يونيو 1971.

## وصلات خارجية
- تييري تيكسيرا عل موقع إسبنسكروم (الإنجليزية)